# NGC 6654
NGC 6654 ist eine linsenförmige Galaxie vom Hubble-Typ SB(s)0/a im Sternbild Drache am Nordsternhimmel, die schätzungsweise 90 Millionen Lichtjahre von der Milchstraße entfernt ist.
Das Objekt wurde am 11. September 1883 von dem Astronomen Lewis A. Swift mit seinem 16-Zoll-Teleskop entdeckt und später von Johan Dreyer in seinen New General Catalogue aufgenommen.